# Буэль, Сесилия
Марсель Сесилия Буэль Бондо (фр. Marcelle Cecilia Bouele Bondo; род. 7 января 1993, Браззавиль) — конголезская легкоатлетка, специалистка по бегу на короткие дистанции и прыжкам в длину. Выступает за сборную Республики Конго по лёгкой атлетике с 2014 года, победительница и призёрка первенств национального значения, действующая рекордсменка страны в беге на 400 метров, участница летних Олимпийских игр в Рио-де-Жанейро.

## Биография
Сесилия Буэль родилась 7 января 1993 года в Браззавиле, Республика Конго.
Будучи студенткой, в 2013 году должна была представлять страну в прыжках в длину на Всемирной Универсиаде в Казани, находилась в стартовом протоколе, но на старт не вышла.
Впервые заявила о себе на международном уровне в сезоне 2014 года, когда вошла в состав конголезской национальной сборной и выступила на чемпионате Африки в Марракеше, где в зачёте прыжков в длину с личным рекордом 5,64 заняла итоговое 11-е место.
В 2015 году на домашних Африканских играх в Браззавиле дошла до полуфинала в беге на 100 и 200 метров, вместе с соотечественницами стала восьмой в эстафете 4 × 100 метров.
В 2016 году бежала 100 и 200 метров на чемпионате Африки в Дурбане, в полуфинале дисциплины 100 метров установила свой личный рекорд — 11,77. Благодаря череде удачных выступлений удостоилась права защищать честь страны на летних Олимпийских играх в Рио-де-Жанейро — на дистанции 100 метров благополучно преодолела предварительный квалификационный этап, проводившийся среди приглашённых спортсменов, не выполнивших олимпийский квалификационный норматив, однако в следующем забеге финишировала последней и выбыла из борьбы за медали.
После Олимпиады в Рио Буэль осталась действующей спортсменкой и продолжила принимать участие в крупнейших легкоатлетических стартах. Так, в 2017 году на Играх франкофонов в Абиджане она выиграла бронзовую медаль в дисциплине 200 метров, стала четвёртой на дистанции 100 метров и в эстафете 4 × 100 метров. Стартовала в беге на 100 метров на чемпионате мира в Лондоне — на предварительном этапе показала результат 12,15, чего оказалось недостаточно для выхода в полуфинальную стадию.
В 2018 году в 400-метровой дисциплине стартовала на чемпионате Африки в Асабе, остановилась на стадии полуфиналов.
В 2019 году бежала 400 метров на Африканских играх в Рабате, дошла до полуфинала, установив при этом ныне действующий национальный рекорд Республики Конго в данной дисциплине — 54,20.